# Décès en 1981
Décès
- 1977
- 1978
- 1979
- 1980
- 1981
- 1982
- 1983
- 1984
- 1985

Cet article présente une liste de personnalités mortes au cours de l'année 1981.

Les mois de l'année font également l'objet de listes spécifiques :

## Décès par mois

### Date précise inconnue
- Marcello Avenali, peintre et aquarelliste italien (° 16 novembre 1912).
- Alexandre Frenel, peintre franco-israélien (° 10 août 1899).
- Witold Januszewski, peintre et illustrateur polonais devenu français (° 2 février 1915).
- Emanuel Proweller, peintre français d'origine polonaise (° 1918).
- Arturo Rial, militaire argentin (° 12 avril 1909).
- Gabriël Verschraegen, organiste et compositeur belge (° 1919).
- Mica Todorović, peintre bosnienne (° 1900).

### Janvier
- 3 janvier : Charles de Stuers, peintre néerlandais (° 10 décembre 1894).
- 5 janvier : Lanza del Vasto (Giuseppe Lanza di Trabia-Branciforte), écrivain français et partisan de la non-violence (° 29 septembre 1910).
- 6 janvier :
  - Eugène-Marcel Mougin, peintre post-impressionniste français  (° 28 juin 1895).
  - Antonio Suárez, coureur cycliste espagnol (° 20 mai 1932).
- 8 janvier : Stymie Beard, acteur américain (° 1er janvier 1925).
- 12 janvier : Marcel Gobillot, coureur cycliste français (° 3 janvier 1900).
- 13 janvier : Walter Stewart Owen, homme politique canadien (° 26 janvier 1904).
- 14 janvier : José Caeiro, joueur et entraîneur de football espagnol (° 14 février 1925 ou 17 février 1925)[1].
- 16 janvier : Bernard Lee, acteur britannique (° 10 janvier 1908).
- 23 janvier :
  - Samuel Barber, compositeur américain (° 9 mars 1910).
  - Roman Roudenko, homme politique russe puis soviétique (° 30 juillet 1907).
- 25 janvier : Jean Nohain, animateur et parolier français (° 16 février 1900).
- 27 janvier :
  - Léo Collard, homme politique belge (° 11 juillet 1902).
  - Lucien Le Guern, peintre et religieux français (° 14 novembre 1914).
- 29 janvier : Henri Mauduit, footballeur français (° 11 janvier 1933)[2].

### Février
- 1er février : Aleksandra Beļcova, peintre russe et lettone (° 17 mars 1892).
- 4 février : Zdzisław Cyankiewicz, peintre polonais (° 18 août 1912).
- 5 février : Georges Salan, médecin, résistant et écrivain français (° 15 novembre 1901).
- 9 février :
  - Berten Dejonghe, coureur cycliste belge (° 14 février 1894).
  - Bill Haley, musicien et chanteur américain, pionnier du rock 'n' roll (° 6 juillet 1925).
  - Alexis Kalaeff, peintre français d'origine russe (° 16 mars 1902).
- 11 février :
  - Bruno Edan, peintre et poète français (° 12 avril 1957).
  - Chan Choy Siong, féministe et femme politique singapourienne (° 1931).
  - Movsun Sanani, acteur russe puis soviétique (° 19 juin 1900).
- 12 février :
  - Lev Atamanov, réalisateur de films d’animation russe puis soviétique (° 21 février 1905).
  - Edmond Lahaye, Artiste, illustrateur, céramiste chansonnier (° 1886).
- 17 février : Roberto Echevarría, footballeur espagnol (° 6 mai 1908).
- 21 février :
  - Muhtar Başoğlu, herpétologiste turc (° 6 avril 1913).
  - Ron Grainer, compositeur australien (° 11 août 1922).
- 23 février : Shep Fields, musicien américain (° 12 septembre 1910).
- 26 février : Howard Hanson, compositeur, chef d'orchestre, théoricien et pédagogue américain (° 28 octobre 1896).

### Mars
- 1er mars : Gazanfar Khaligov, peintre soviétique (° 12 décembre 1898).
- 2 mars : Krum Lekarski, cavalier bulgare (° 5 mai 1898).
- 3 mars : William S. Burroughs Jr., écrivain américain (° 21 juillet 1947).
- 4 mars : Torin Thatcher, acteur anglais (° 15 janvier 1905).
- 6 mars : Clemente Gracia, footballeur espagnol (° 5 février 1897).
- 11 mars : Kazimierz Kordylewski, astronome polonais (° 11 octobre 1903).
- 13 mars : Paul Ackerman, peintre, lithographe, sculpteur et décorateur de théâtre roumain naturalisé français (° 17 septembre 1908).
- 15 mars :
  - René Clair, réalisateur français (° 11 novembre 1898).
  - Emanuele Cavalli, peintre italien (° 29 novembre 1904).
- 16 mars :  Bill Baucom, acteur américain (° 5 mai 1910).
- 18 mars : Luis Gamonal, footballeur espagnol (° 1er juin 1922).
- 22 mars : Joseph G. Fucilla, linguiste, lexicographe et hispaniste américaine (° 14 décembre 1897).
- 23 mars : Paul Rémy, peintre français (° 4 octobre 1897).
- 29 mars : Jean Gorin, peintre et sculpteur français (° 2 décembre 1899).
- ? mars : Tiale Vuiyasawa, chef autochtone et homme politique fidjien (° vers 1896).

### Avril
- 4 avril : Leo Kanner, pédopsychiatre austro-américain ayant défini le tableau de l'autisme infantile (° 13 juin 1894).
- 5 avril :
  - Franco Gentilini, peintre italien (° 4 août 1909).
  - Pinchus Krémègne, peintre et lithographe français d'origine russe (° 28 juillet 1890).
- 6 avril : Jean Signovert, peintre, dessinateur et graveur français (° 24 avril 1919).
- 8 avril : Eileen Reid, peintre et musicienne irlandaise (° 1894).
- 12 avril : Joe Louis, boxeur américain (° 13 mai 1914).
- 14 avril : Victor Assis Brasil, saxophoniste brésilien (° 28 août 1945).
- 15 avril : Valentine Prax, peintre française (° 23 juillet 1897).
- 23 avril : Henryk Józewski, peintre et homme politique polonais (° 6 août 1892).
- 26 avril : Jim Davis, acteur américain (° 26 août 1909).

### Mai
- 3 mai : Anna Garcin-Mayade, peintre et résistante française (° 17 janvier 1897).
- 5 mai : Bobby Sands, républicain irlandais, membre de l’IRA provisoire (° 9 mars 1954).
- 8 mai : Uri Zvi Greenberg, journaliste et homme politique israélien (° 22 septembre 1896).
- 11 mai :
  - Heinz-Herbert Karry, homme politique allemand (° 6 mars 1920).
  - Bob Marley, chanteur de reggae (° 6 février 1945).
  - Ivo Pannaggi, peintre et architecte italien (° 28 août 1901).
- 16 mai : Soeroso, homme politique indonésien (°3 novembre 1893).
- 17 mai : Marguerite Frey-Surbek, peintre suisse (° 23 février 1886).
- 18 mai : Juanita Cruz, matador espagnol (° 12 février 1917).
- 21 mai : Raymond Meuwly, peintre et sculpteur suisse (° 23 mars 1920).
- 22 mai : Victoriano de La Serna, matador espagnol (° 1er septembre 1910).
- 24 mai : Jaime Roldós Aguilera président de l'Équateur dans un crash aérien (° 5 novembre 1940)
- 28 mai : Stefan Wyszyński, cardinal et primat de Pologne (° 3 août 1901).
- 30 mai : Georges Manillier, peintre, architecte et professeur français (° 23 mai 1906).

### Juin
- 2 juin : Pierre Mondan, peintre français (° 30 janvier 1900).
- 6 juin : Víctor Marchena, footballeur international péruvien (° 22 septembre 1914).
- 8 juin :
  - François Garnier, peintre et illustrateur français (° 27 avril 1914).
  - Cheuvkat Mammadova, chanteuse d'opéra russe, azerbaïdjanaise puis soviétique (° 18 avril 1897).
- 10 juin : Phelps Phelps, homme politique américain (° 4 mai 1897).
- 11 juin : Adolfo Giuntoli, footballeur italien (° 14 mai 1913).
- 12 juin : François Méheut, peintre et sculpteur français (° 23 mars 1905).
- 19 juin : Jerzy Adam Brandhuber, peintre polonais (° 23 octobre 1897).
- 23 juin : Jean Brunier, coureur cycliste français (° 9 octobre 1896).
- 28 juin : Émile Ignat, coureur cycliste français (° 21 mars 1909).

### Juillet
- 1er juillet :
  - Zdeněk Burian, peintre et illustrateur austro-hongrois puis tchécoslovaque (° 11 février 1905).
  - Bernard Dimey, poète, parolier français (° 16 juillet 1931).
- 2 juillet : Paul Schmiedlin, footballeur international suisse (° 2 juin 1897).
- 3 juillet : Ross Martin, acteur américain (° 22 mars 1920).
- 6 juillet : Francis Tailleux, peintre français (° 18 mars 1913).
- 7 juillet : Keefe Brasselle, chanteur, comédien et percussionniste américain (° 7 février 1923).
- 8 juillet :
  - Conrad Saló, musicien et compositeur espagnol (° 4 décembre 1906).
  - Loring Smith, acteur américain (° 18 septembre 1890).
- 10 juillet : Roland Oudot, peintre et lithographe français (° 23 juillet 1897).
- 12 juillet : Roger Chastel, peintre français (° 25 mars 1897).
- 13 juillet : René Chancrin, peintre français (° 2 avril 1911).
- 15 juillet : Frédéric Dorion, juge et homme politique canadien (° 23 août 1898).
- 27 juillet : William Wyler, cinéaste américain (° 1er juillet 1902).
- 28 juillet : Claude Mallmann, peintre, illustrateur et graveur français (° 25 novembre 1915).
- 29 juillet : Jean-Michel Caradec, auteur-compositeur-interprète français (° 20 septembre 1946).
- 31 juillet : Omar Torrijos, officier et homme d'État panaméen (° 13 février 1929).

### Août
- 1er août : Próspero Merino, footballeur péruvien (° 1943).
- 7 août : Nelli Gorbatkova, joueuse soviétique de hockey sur gazon (° 25 juin 1958).
- 10 août :
  - Carlos Iturraspe, joueur et entraîneur de football espagnol (° 10 juin 1910).
  - Valentine Tessier, comédienne française (° 5 août 1892).
- 13 août : René Levrel, peintre et graveur français (° 12 mars 1900).
- 14 août : Karl Böhm, chef d'orchestre autrichien (° 28 août 1894).
- 15 août : Kathleen Quigly, vitrailliste, illustratrice et peintre irlandaise (° 6 mars 1888).
- 18 août :
  - Philippe Marlaud, acteur français (° 20 juin 1959).
  - Abdou Serpos Tidjani, archiviste, historien, ethnologue, homme politique et syndicaliste béninois (° 1918).
- 19 août : Raoul Lesueur, coureur cycliste français (° 29 avril 1912).
- 26 août : Maurice Ehlinger, peintre français (° 25 septembre 1896).
- 28 août : 
  - Jean Bourdeillette, diplomate et poète français (° 24 octobre 1901).
  - Furcie Tirolien, homme politique français (° 30 janvier 1886).
- 30 août : Konrāds Ubāns, peintre letton (° 31 décembre 1893).

### Septembre
- 1er septembre : Albert Speer, architecte et ministre de l’Allemagne nazie (° 19 mars 1905).
- 3 septembre : Harold Houser, homme politique américain (° 31 mars 1897).
- 4 septembre :
  - Louis Delamare, ambassadeur de France, assassiné au Liban (° 12 novembre 1921).
  - David Peel, acteur britannique (° 19 juin 1920).
- 7 septembre : Félix Rousseau, historien belge d’expression française et militant wallon (° 14 janvier 1887).
- 9 septembre :
  - Ricardo Balbín, homme politique et avocat argentin (° 29 juillet 1904).
  - Jacques Lacan, psychanalyste français (° 13 avril 1901).
- 12 septembre : Jerry Seelen, scénariste et parolier américain (° 11 mars 1912).
- 14 septembre : Yasuji Kiyose, compositeur japonais (° 13 janvier 1900).
- 21 septembre
  - Tony Aubin, compositeur et chef d'orchestre français (° 8 décembre 1907).
  - Marcelle Cahn, peintre française (° 1er mars 1895).
  - Laure Malclès-Masereel, peintre, lithographe et artiste graphique belgo-française (° 8 mai 1911).
- 22 septembre : Giovanni Bragolin, peintre italien (° 15 janvier 1911).
- 29 septembre :
  - André Planson, peintre français (° 10 avril 1898).
  - Bill Shankly, joueur et entraîneur de football cossais (° 2 septembre 1913).
- 30 septembre : Ezio Moioli, peintre italien (° 24 février 1902).

### Octobre
- 1er octobre : Malcolm de Chazal, poète, écrivain et peintre mauricien (° 12 septembre 1902).
- 3 octobre : Tadeusz Kotarbiński, philosophe polonais (° 31 mars 1886).
- 4 octobre :
  - Hadj Abderrahmane, acteur algérien (° 12 octobre 1940).
  - Guy Lassalette, footballeur français (° 14 juin 1944)[3].
- 5 octobre : B.D. Lakshman, dirigeant syndical et homme politique fidjien (° 1900).
- 6 octobre : Anouar el-Sadate, président de l’Égypte (° 25 décembre 1918).
- 9 octobre : Jean-Claude Fourneau, peintre français (° 28 mars 1907).
- 15 octobre : Frank DeKova, acteur américain (° 17 mars 1910).
- 16 octobre : Moshe Dayan, militaire et homme politique israelien (° 20 mai 1915).
- 19 octobre :
  - Dymphna Cusack, écrivaine et militante australienne (° 22 septembre 1902).
  - Lucienne Leroux, peintre française (° 20 juillet 1903).
- 26 octobre : Marie Uguay, poète canadienne francophone (º 22 avril 1955).
- 28 octobre : Glenn Anders, acteur de théâtre américain (° 1er septembre 1889).
- 29 octobre :
  - Georges Brassens, auteur-compositeur-interprète français (° 22 octobre 1921).
  - Pierre Noël, peintre et illustrateur français (° 23 mai 1903).

### Novembre
- 3 novembre : Jean Eustache, réalisateur et acteur français (° 30 novembre 1938).
- 6 novembre : Jean Souverbie, peintre et décorateur de théâtre français (° 21 mars 1891).
- 7 novembre : Jean Legros, peintre abstrait géométrique et sculpteur français (° 19 février 1917).
- 9 novembre : Frank Malina, ingénieur aéronautique américain (° 2 octobre 1912).
- 10 novembre : Abel Gance, réalisateur français (° 25 octobre 1889).
- 12 novembre :
  - Michele Orecchia, coureur cycliste italien  (° 26 décembre 1903).
  - William Holden, acteur États-Unis (° 17 avril 1918).
- 13 novembre : Jules-René Hervé, peintre français (° 14 avril 1887).
- 24 novembre : Krikor Bédikian, peintre d’origine arménienne (° vers 1908).
- 25 novembre :
  - Jack Albertson, acteur américain (° 16 juin 1907).
  - Romain Bellenger, coureur cycliste français (° 18 janvier 1894).
- 26 novembre :
  - Gianluigi Barni, médiéviste italien  (° 27 mai 1909).
  - Max Euwe, joueur d’échecs néerlandais (° 20 mai 1901).
  - Pierre Pibarot, joueur et entraîneur de football français (° 23 juillet 1916)[4].
  - Regino Sáinz de la Maza, guitariste, compositeur de musique classique et enseignant universitaire espagnol (° 7 septembre 1896).
- 29 novembre :
  - Louis Fredericq, homme politique belge (° 25 novembre 1892).
  - Dieudonné Smets, coureur cycliste belge (° 17 août 1901).
  - Natalie Wood, actrice américaine (° 20 juillet 1938).

### Décembre
- 5 décembre : Claude Domec, peintre français (° 3 juillet 1902).
- 7 décembre :
  - Noel Drayton, acteur américain (° 7 octobre 1913).
  - William Edmunds, acteur américain d'origine italienne (° 15 juillet 1886).
- 8 décembre : Lucien Mathelin, peintre français (° 15 août 1905).
- 11 décembre : Zoïa Fiodorova, actrice soviétique (° 21 décembre 1907).
- 12 décembre : Pierre Bodin, Footballeur puis entraineur français (° 23 mars 1934)[5].
- 17 décembre : Mehmet Shehu, général et homme politique albanais (° 10 janvier 1913).
- 18 décembre : Joseph Flores,  homme politique américain (° 12 août 1900).
- 24 décembre : René Barbier, compositeur belge (° 12 juillet 1890).
- 27 décembre : Hoagy Carmichael, acteur américain (° 22 novembre 1899).
- 28 décembre : Bram Van Velde peintre néerlandais (° 19 octobre 1895).